# Byron Beck
Byron Beck (Ellensburg, 25 januari 1945) is een Amerikaans voormalig basketballer.

## Carrière
Beck speelde collegebasketbal voor Columbia Basin College van 1963 tot 1965 en de Denver Pioneers van 1965 tot 1967. Hij stelde zich in 1967 kandidaat voor de NBA draft en werd als 15e in de tweede ronde door de Chicago Bulls uitgekozen. Maar Beck tekende echter een contract bij de Denver Rockets uit de ABA, die hem in de eerste ronde van de ABA-draft selecteerden. Beck was een van de zes spelers (samen met Louie Dampier, Gerald Govan, Bob Netolicky, Stew Johnson, en Freddie Lewis) die deelnamen aan alle negen seizoenen (1967-1976) van de American Basketball Association. Hij speelde voor de Denver Rockets, die later de Denver Nuggets werden. Beck was niet gezegend met een superieur atletisch vermogen, maar hij was een harde werker die bekend stond om zijn vasthoudende rebounding en efficiënte hook shot, en hij vertegenwoordigde Denver in twee ABA All-Star Games (1969 en 1976).
Beck speelde ook één seizoen in de National Basketball Association nadat de Nuggets in 1976 bij de NBA waren gekomen door de ABA-NBA fusie, en hij beëindigde in 1977 met 8.603 ABA/NBA punten en 5.261 rebounds zijn carrière. Op 16 december 1977 werd hij de eerste speler in de clubgeschiedenis van Denver die zijn shirtnummer (#40) teruggetrokken zag worden.

## Erelijst
- ABA All-Star: 1969, 1976
- Nummer 40 teruggetrokken door de Denver Nuggets
- Colorado Sports Hall of Fame: 1981[4]
- NWAC Hall of Fame: 1991[5]
- University of Denver Athletics Hall of Fame: 1997[6]
- Washington Sports Hall of Fame: 2017[7]

## Statistieken

### Regulier seizoen
| Seizoen  | Team           | WG  | WS | MPW  | 2P%  | 3P%  | FW%  | RPW  | APW | SPW | BPW | PPW  |
| -------- | -------------- | --- | -- | ---- | ---- | ---- | ---- | ---- | --- | --- | --- | ---- |
| 1967/68  | Denver Rockets | 71  | —  | 22,9 | 48,2 | 0,0  | 74,8 | 7,9  | 0,5 | —   | —   | 9,4  |
| 1968/69  | Denver Rockets | 71  | —  | 32,2 | 50,0 | 66,7 | 76,5 | 11,0 | 1,0 | —   | —   | 14,5 |
| 1969/70  | Denver Rockets | 79  | —  | 31,1 | 52,3 | 0,0  | 78,7 | 9,7  | 1,4 | —   | —   | 12,9 |
| 1970/71  | Denver Rockets | 84  | —  | 33,9 | 47,4 | 28,6 | 86,8 | 10,5 | 2,1 | —   | —   | 13,6 |
| 1971/72  | Denver Rockets | 66  | —  | 27,5 | 50,4 | 0,0  | 84,3 | 8,0  | 2,1 | —   | —   | 12,3 |
| 1972/73  | Denver Rockets | 77  | —  | 29,9 | 53,0 | 28,6 | 79,8 | 7,0  | 1,4 | —   | —   | 14,2 |
| 1973/74  | Denver Rockets | 82  | —  | 24,1 | 51,6 | 0,0  | 85,1 | 5,1  | 0,9 | 0,6 | 0,1 | 11,8 |
| 1974/75  | Denver Nuggets | 84  | —  | 21,6 | 51,5 | 0,0  | 83,5 | 4,1  | 1,3 | 0,7 | 0,2 | 10,1 |
| 1975/76  | Denver Nuggets | 80  | —  | 19,8 | 51,7 | 45,5 | 83,6 | 4,4  | 1,5 | 0,6 | 0,3 | 9,6  |
| 1976/77  | Denver Nuggets | 53  | —  | 9,1  | 43,5 | —    | 81,8 | 1,8  | 0,6 | 0,3 | 0,0 | 4,7  |
| Carrière | Carrière       | 747 | —  | 25,7 | 50,5 | 29,5 | 81,1 | 7,0  | 1,3 | 0,6 | 0,1 | 11,5 |

### Play-offs
| Seizoen  | Team           | WG | WS | MPW  | 2P%  | 3P%  | FW%   | RPW  | APW | SPW | BPW | PPW  |
| -------- | -------------- | -- | -- | ---- | ---- | ---- | ----- | ---- | --- | --- | --- | ---- |
| 1967/68  | Denver Rockets | 5  | —  | 32,0 | 46,0 | —    | 73,3  | 11,0 | 1,0 | —   | —   | 11,4 |
| 1968/69  | Denver Rockets | 7  | —  | 30,6 | 50,5 | 0,0  | 82,4  | 9,0  | 1,3 | —   | —   | 15,7 |
| 1969/70  | Denver Rockets | 12 | —  | 36,6 | 43,8 | 25,0 | 76,6  | 12,0 | 1,6 | —   | —   | 15,9 |
| 1971/72  | Denver Rockets | 7  | —  | 37,7 | 48,7 | 25,0 | 92,9  | 10,3 | 2,0 | —   | —   | 19,9 |
| 1972/73  | Denver Rockets | 4  | —  | 32,5 | 44,4 | —    | 76,5  | 9,8  | 1,3 | —   | —   | 17,3 |
| 1974/75  | Denver Nuggets | 13 | —  | 21,4 | 51,5 | —    | 85,7  | 3,8  | 1,4 | 0,3 | 0,2 | 12,5 |
| 1975/76  | Denver Nuggets | 13 | —  | 21,2 | 44,2 | 0,0  | 82,4  | 4,4  | 0,8 | 0,3 | 0,1 | 8,6  |
| 1976/77  | Denver Nuggets | 5  | —  | 5,8  | 33,3 | —    | 100,0 | 1,2  | 0,2 | 0,0 | 0,0 | 1,6  |
| Carrière | Carrière       | 66 | —  | 27,1 | 46,9 | 20,0 | 81,9  | 7,4  | 1,2 | 0,3 | 0,1 | 12,8 |